# Acidente do King Air 350 do Exército do Paquistão em 2019
Em 30 de julho de 2019, um Beechcraft King Air do Exército do Paquistão caiu perto da cidade de Bahria, Raualpindi. Todos os cinco membros da tripulação, bem como 13 civis, morreram quando o avião caiu em uma área residencial.